# Tripes a la madrilenya
Les tripes a la madrilenya són un dels plats més típics de l'hivern madrileny. S'elabora principalment amb budells de vaca que s'ofereixen per regla general a les casquerías existents prop de les carnisseries de Madrid. Les tripes són enteses com a trossos d'estómac de vaca o de vedell que es mengen guisats. És un plat que se sol servir calent en una cassola de fang i acompanyats de rodanxes de xoriço (xoriço de Cantimpalos) i botifarra, i pernil entreverado. Es considera un plat relativament barat a causa del baix cost dels ingredients. Juntament amb el bullit madrileny és un plat identificatiu de la gastronomia de Madrid.

## Història
Es desconeix l'origen d'aquest plat a la gastronomia madrilenya; n'existeixen receptes que daten de l'any 1599. A la novel·la Guzmán de Alfarache, de Mateo Alemán, s'esmenta el plat de tripes com: «remenats fets dels budells, amb una mica de tripa del ventre». Ja l'any 1607 Domingo Hernández de Maceras presenta una recepta de tripa sota la denominació: «De menjar blanc de tripa de vaca». És un plat que va néixer a tavernes i que va acabar amb el temps als més prestigiosos restaurants, com és Casa Ricardo, fundat l'any 1935; a la seva carta les tripes són esmentades com un dels seus plats estrella; se sap també que s'ofereix a un menú de Lhardy ja en ple segle xix.

## Característiques
Per regla general les durícies procedeixen de diverses parts de l'anatomia de la vaca (vísceres, morro i potes) i solen estar acompanyats de xoriço (tallats en forma de rodes o rodanxes) i botifarra. S'esmenta que l'ideal és que siguin de vedella. Les vísceres s'han de rentar durant gairebé vint-i-quatre hores; avui dia això es pot evitar, ja que es venen netes de menuts. Els ingredients es cuinen molt lentament en un brou de carn amb pebre vermell (cosa que els proporcionen aquest color vermell característic), salsa de tomàquet, espècies (clau d'olor, fulla de llorer, nou moscada, farigola, romaní) i all, de tal forma que mitjançant la cocció («que sense ser viva, sigui animada») la gelatina dels elements carnis que es desprengui i s'homogeneïtzi entre els diversos ingredients. Alguns autors discuteixen la possibilitat d'incloure-hi o no, el morro.
El seu llarg temps de cocció fa que sigui un plat molt elaborat i complicat, apte només per a restaurants o grans famílies que en consumeixen una gran porció en breu temps. Aquesta és una de les raons per les quals ja no són elaborats artesanalment a les cases, i en canvi, es poden adquirir a supermercats ja precuinats. És un plat que sol tenir un lleuger sabor picant a causa de l'ús de bitxos durant la seva elaboració. Es tracta d'un plat de gust adquirit amb gran aportació calòrica i de greixos que sol espantar els estrangers. És freqüent trobar-lo com a tapa a bars. Servit molt calent (abrasant) perquè no es deixi «agelatinar» i que pugui tenir una textura fluida durant el seu consum. Aquesta característica el converteix en un plat ideal per als mesos d'hivern. És  més saborós si es fa d'un dia per a l'altre, però en cap cas no han de durar més d'una setmana.

## Maridatge
Hi ha autors que defineixen l'origen tavernari d'aquest plat, i per això aconsellen com a maridatge servir vi negre en abundància, sense aclarir si cal fer servir un vi jove o, al contrari, un reserva. Alguns altres esmenten la possibilitat encertada d'acompanyar les tripes amb un vi blanc. Encara que hi ha qui prefereix un negre d'alta graduació i de cos, com un vi d'arganda. La literatura ha esmentat sempre els vins de Madrid com els més apropiats per acompanyar aquest plat.

## Diferències
Aquest plat es troba en diverses parts de la geografia espanyola, en alguns casos com al sud d'Espanya es diu que la seva procedència s'explica de la connexió marítima de les Capitanies de Ferrol i de Cadis, per regla general les tripes del sud són més aromàtiques (amb assaonat de menta de bou), mancant de botifarra en el seu contingut. Les tripes asturianes tenen la botifarra asturiana que els confereix una forta aroma fumada. A Catalunya i a Múrcia aquest plat s'elabora acompanyat de cigrons com les tripes amb cigrons. A Europa les tripes es poden trobar en diverses parts: a França es prenen «a l'estil de Caen», a Portugal es fa el mateix amb els budells à moda do Porto, a Itàlia amb el «budell a la florentina» (encara que compten amb moltes variants regionals) i són plat molt popular de les cuines turca i balcànica prendre'ls en una sopa típic com «Guatitas a la jardinera»; conté verdures, amaniments i si se li afegeix salsa de tomàquet acompanyada amb arròs, se'ls pot anomenar «carreres a la madrilenya», «carreres a l'espanyola» o «guatitas a l'espanyola». També, enlloc de xoriço, li afegeixen llonganissa i potes de vedella. Al Perú, el Cau cau és una variació producte de la colònia i s'acompanya amb arròs. «Pancita» o «Menut» depenent de la regió del país. Al sud s'acompanya de cigrons.